# Frontschwein
Frontschwein (Njemački: prednja svinja) trinaesti je studijski album švedskog black metal-sastava Marduk. Diskografska kuća Century Media Records objavila ga je 19. siječnja 2015. Prvi je Mardukov album s bubnjarom Fredrikom Widigsom.
Konceptualni je album. Teme tekstova pjesama utemeljene su na Drugom svjetskom ratu.

## Popis pjesama
| 1.    | »Frontschwein«               | 3:13 |
| 2.    | »The Blond Beast«            | 4:26 |
| 3.    | »Afrika«                     | 4:00 |
| 4.    | »Wartheland«                 | 4:17 |
| 5.    | »Rope of Regret«             | 3:52 |
| 6.    | »Between the Wolf-Packs«     | 4:28 |
| 7.    | »Nebelwerfer«                | 6:17 |
| 8.    | »Falaise: Cauldron of Blood« | 4:58 |
| 9.    | »Doomsday Elite«             | 8:11 |
| 10.   | »503«                        | 5:12 |
| 11.   | »Thousand-Fold Death«        | 3:45 |
| 52:39 |                              |      |

## Zasluge
Marduk
- Morgan – gitara
- Devo – bas-gitara, tonska obrada
- Mortuus – vokali
- Widigs – bubnjevi

Ostalo osoblje
- Jens Rydén – fotografije
- Holy Poison Design – naslovnica albuma